# Hemed Mlawa
Hemed Mlawa ist ein tansanischer Schachspieler. Er trägt seit 2018 den Titel eines FIDE-Meisters.
Das Team Tansanias nahm im Jahr 2014 erstmals unter Mlawas Beteiligung an einer Schacholympiade teil. Mlawa erzielte bei den Schacholympiaden 2014 und 2016 jeweils 4 Punkte aus 10 Partien, 2018 6,5 Punkte aus 10 Partien.
Im Jahr 2017 konnte er den Titel des nationalen Einzelmeisters von Tansania in Daressalam erringen.
Seine Elo-Zahl beträgt 1825 (Stand: Januar 2018). Er liegt damit auf dem ersten Platz der tansanischen Elo-Rangliste. Seine höchste Elo-Zahl betrug 1825 im März 2017.